# Sinobirma malaisei
Sinobirma malaisei är en fjärilsart som beskrevs av Felix Bryk 1944. Sinobirma malaisei ingår i släktet Sinobirma och familjen påfågelsspinnare. Inga underarter finns listade i Catalogue of Life.